# Apatit

Model krystalu apatitu

Apatit je druh fosfátového minerálu, který se může v přírodě vyskytovat v celé škále barev v závislosti na jeho chemické příměsi (Mn, Sr, Y, Ce, La, Na, Mg a další) a to přes zelenou, žlutou, fialovou, bezbarvou, hnědou, šedou, k růžové až modré. Jedná se o fosforečnan vápenatý s příměsí fluóru, chlóru a vody. V současnosti se pod názvem apatit rozumí celá skupina minerálů podobného chemického typu a tudíž „apatit“ není platným minerálem.

## Minerály skupiny apatitu
- Fluorapatit – Ca5(PO4)3F
- Chlorapatit – Ca5(PO4)3Cl
- Hydroxylapatit – Ca5(PO4)3(OH)
- Karbonáthydroxylapatit – Ca5(PO4,CO3)3(OH)
- Karbonátfluorapatit – Ca5(PO4,CO3)3F
- Stronciumapatit – (Sr,Ca)5(PO4)3(F,OH)

## Vznik
Apatit je minerál, který vzniká krystalizací z magmatu, či z nahromaděných zbytků organických látek tzv. fosforitů. Jedná se o velmi hojný akcesorický minerál, který je jednou ze základních složek hornin. Je to nejrozšířenější fosfát v zemské kůře. Vzniká ve velmi širokých podmínkách od magmatické činnosti až po sedimentaci. V magmatických horninách se setkáváme s jeho výskytem v žulách a v gabru.

## Vlastnosti
Apatit je neštěpný minerál, který má skelný lesk na krystalových plochách, ale na lomných plochách se setkáváme s leskem matným. Nejčastěji se s ním setkáváme v podobě krátkých, či dlouhých sloupcovitých až jehličkovitých krystalů. Má tendence tvořit zrnité agregáty, či agregáty sloupečkovité a nebo tabulkovité. Jeho velké krystaly jsou poměrně vzácné, ale podařilo se při výkopových pracích u Opalic v 70. letech minulého století objevit krystal velký 12 cm a vážící přes 700 g.

## Využití
Apatit se používá pro výrobu fosforu v chemickém průmyslu, kde se z něho získává surovina pro výrobu umělých hnojiv, kyseliny fosforečné a dalších sloučenin fosforu. Jeho další použití spočívá ve zdroji prvků vzácných zemin. Zajímavostí je, že se mikroskopické krystalky apatitu vyskytují v kostech a zubech všech obratlovců včetně člověka.
Apatit se také používá jako legující přísada do surovinové moučky pro výrobu portlandského cementu, kde zlepšuje melitelnost vypáleného slínku. Sekundárně působí jako intenzifikátor. To znamená, že snižuje viskozitu taveniny při výpalu a tím snižuje teplotu výpalu. Obsah nad 1 % způsobuje retardaci hydratace cementu.

## Výskyt
- Písecko (krásné modravé sloupečky z pegmatitů)
- poloostrov Kola, Rusko
- Alpy
- Maroko, USA, Ukrajina